# Eurystaura decipiens
Eurystaura decipiens är en fjärilsart som beskrevs av Sergius G. Kiriakoff 1962. Eurystaura decipiens ingår i släktet Eurystaura och familjen tandspinnare. Inga underarter finns listade i Catalogue of Life.